# Helsingfors främsta affärsman
Helsingfors främsta affärsman (finska: Helsingin kuuluisin liikemies) är en finländsk film från 1934, regisserad av Valentin Vaala med Matti Jurva, Uuno Montonen och Aku Korhonen i huvudrollerna. Filmen hade premiär den 18 februari 1934. Ursprungligen gick filmen under namnet Konstu, Fransi och Liljepeks Kalle (finska: Konstu, Fransi ja Liljepekin Kalle). Storyn var skriven av Rafael Ramstedt och manuset författades av Tauno Tattari.

## Handling
Drängarna Fransi (Matti Jurva) och Konstu (Uuno Montonen) reser till Helsingfors tillsammans med vännen Kalle Liljepek (Aku Korhonen). Till resan ansluter sig också Maikki (Regina Linnanheimo) och skogskonsulenten Sund (Tauno Palo), men resan blir inte riktigt som vännerna tänkt sig...

## Om filmen
Under lång tid trodde man att samtliga av filmens kopior förstörsts, men under slutet av 1990-talet återfanns en kopia av filmen i Michigan.

## Rollista[2]
- Matti Jurva - Fransi
- Uuno Montonen - Konstu
- Aku Korhonen - Kalle Liljepek
- Regina Linnanheimo - Maikki
- Tauno Palo - Sund
- Helinä Svensson - Neilikka
- Tauno Majuri - Vilho Airisto
- Eino Jurkka - Petterkvist
- Lauri Kyöstilä - Ligist
- Erkki Viri - Butiksinnehavare